# 19 Eskadra Myśliwska

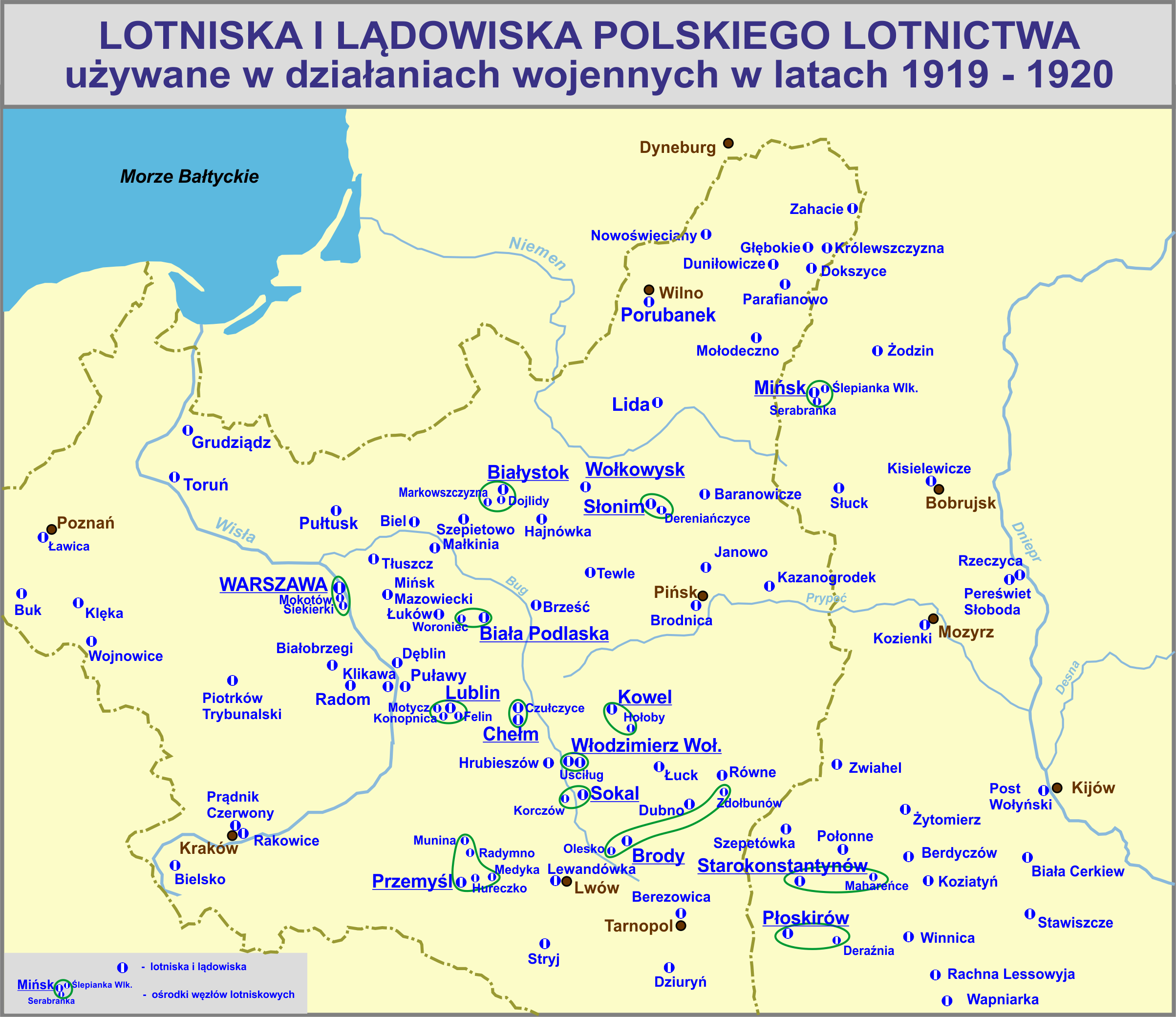

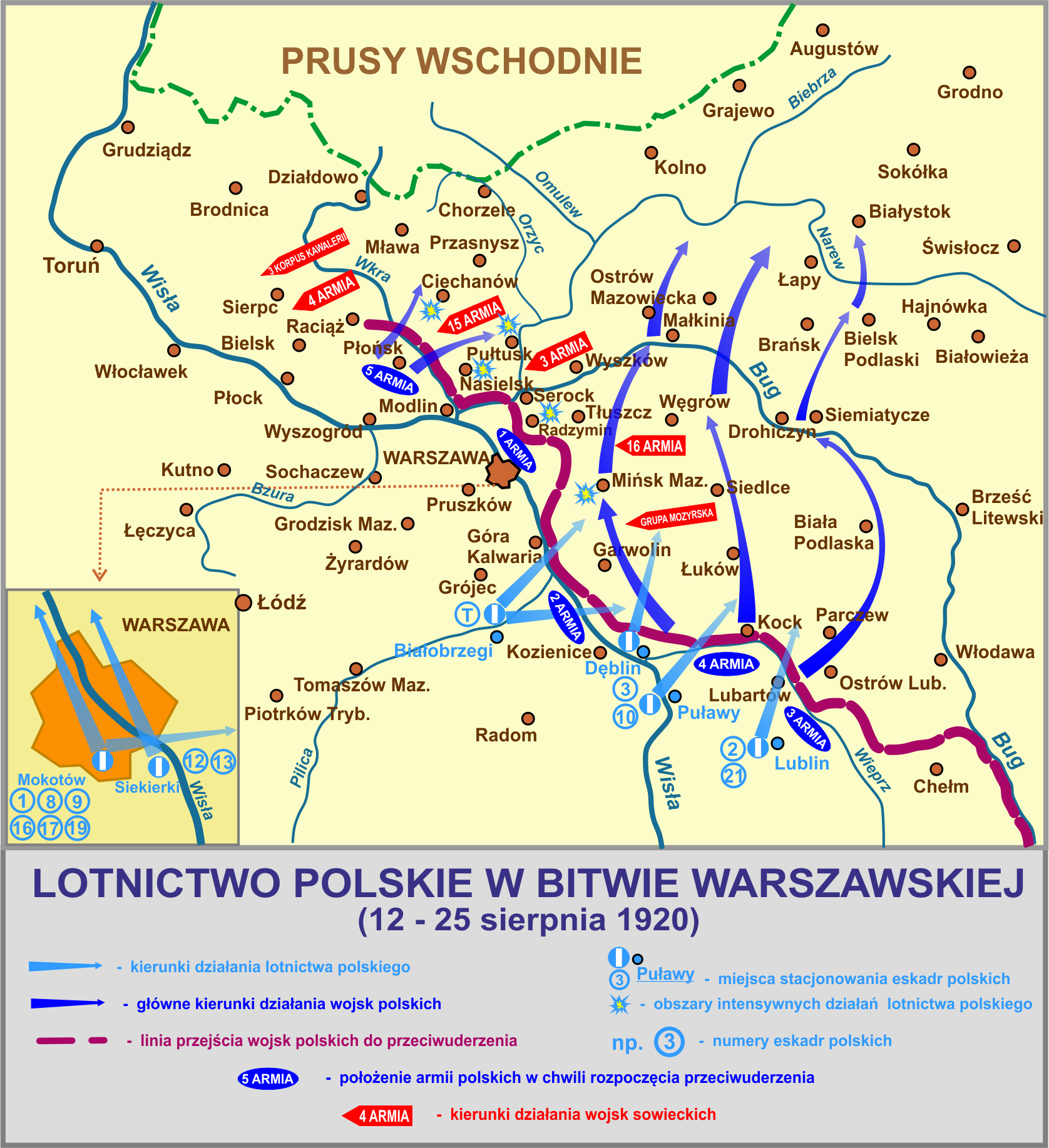

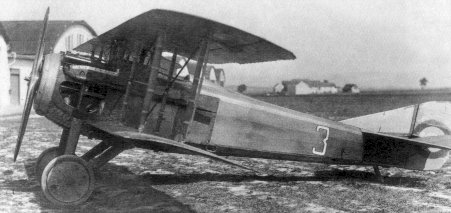
Myśliwiec typu SPAD S.VII, używany przez eskadrę

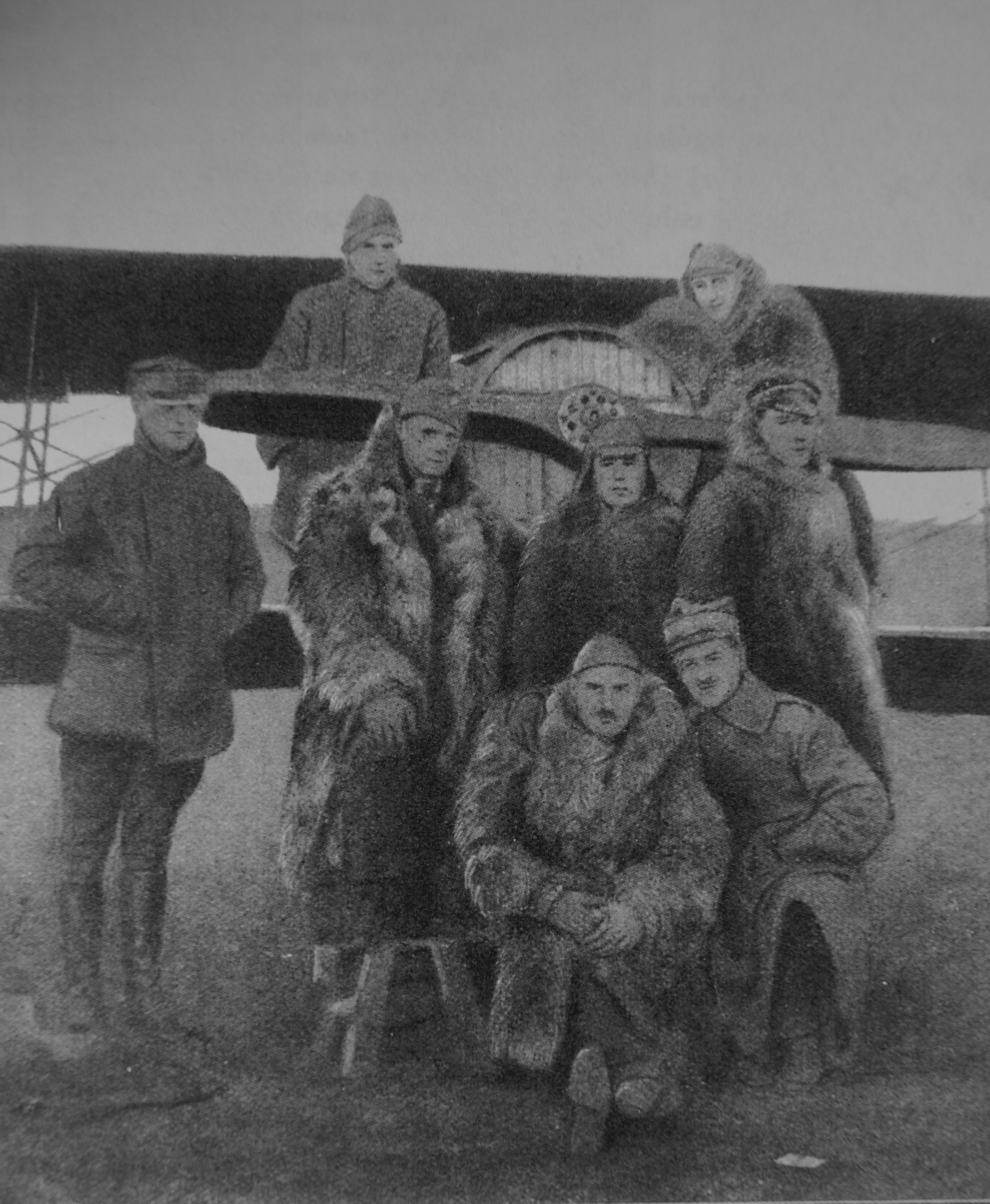
Personel 19 eskadry myśliwskiej w Baranowiczach w październiku 1920: Rutkowski, Mroczkowski, Pawlikowski, Bieniawski, Ryl, Turowski, Guttmejer, Krzyczkowski

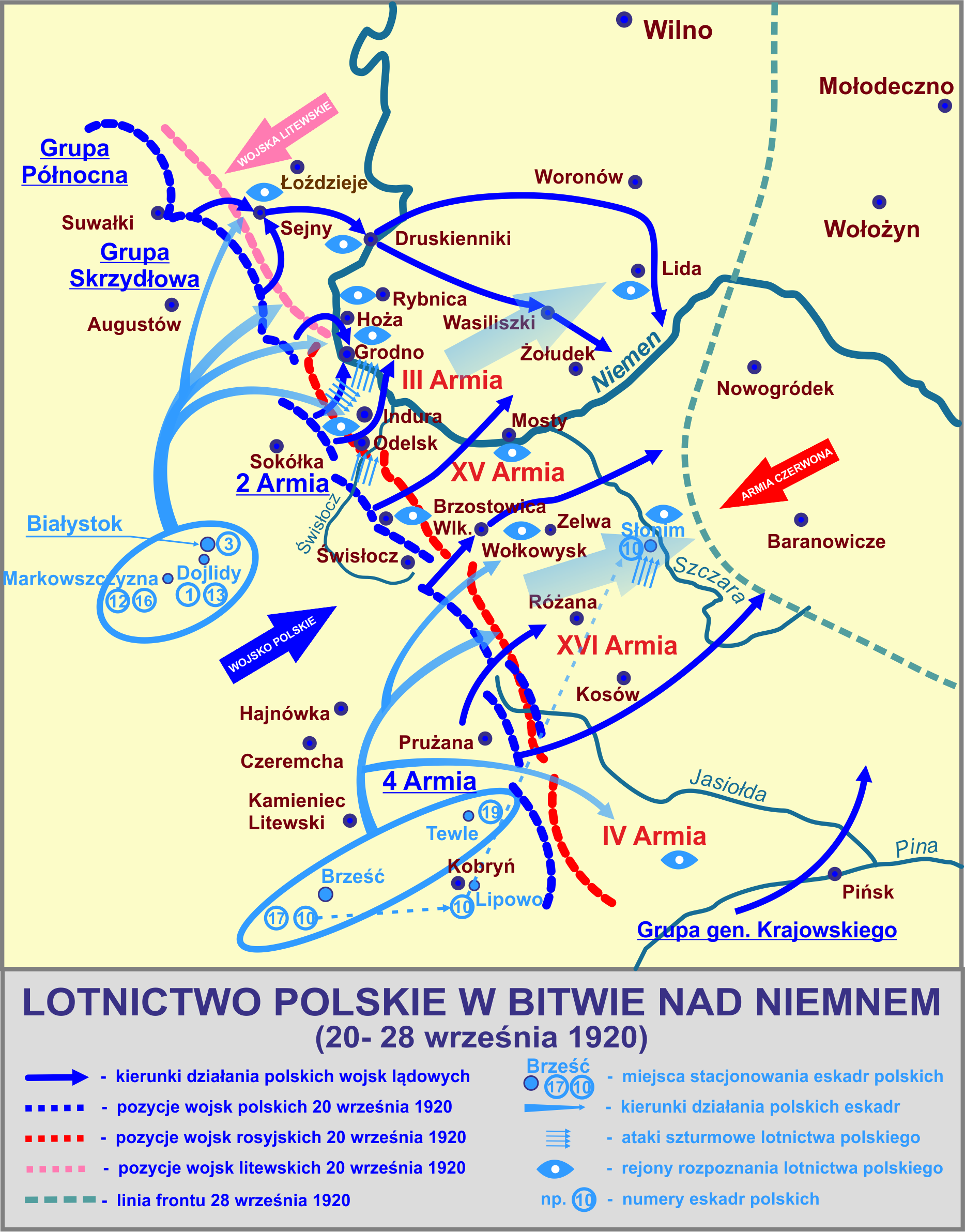

19 Eskadra Myśliwska (19 em) – pododdział lotnictwa myśliwskiego Armii Polskiej we Francji i Wojska Polskiego w II Rzeczypospolitej, z okresu wojny polsko-bolszewickiej.

## Formowanie
Eskadra została utworzona na bazie francuskiej eskadry Spa 162 (162 eskadra Spadów), która została przydzielona do Armii Polskiej we Francji i przyjechała wraz z nią do Polski w maju 1919. Wyposażona była w 15 samolotów SPAD S.VII, personel początkowo stanowili Francuzi, którzy do końca września 1919 zostali zastąpieni przez Polaków. W sierpniu 1919 na bazie 162 eskadry Spadów sformowano 19 eskadrę lotniczą. Pierwszym dowódcą był kpt. pil. Stefan Ciecierski. 20 września 1919 roku eskadra stacjonowała na lotnisku mokotowskim, pozostając w dyspozycji Naczelnego Dowództwa. Na przełomie 1919 i 1920 eskadra szkoliła się. Rozkazem z 13 kwietnia 1920 roku otrzymała nazwę 19 eskadry myśliwskiej.

## Walki eskadry
W kwietniu eskadra wchodziła w skład 7 dywizjonu lotniczego, dysponowała 6 samolotami, z czego jedynie 3 były sprawne. Taktycznie podporządkowana była 2 Dywizji Piechoty Legionów.
25 kwietnia 1920 eskadrę wysłano na Front Litewsko-Białoruski, gdzie aktywność rozpoczęło sowieckie zgrupowanie lotnicze Aleksieja Szyrynkina działające z lotniska w Sławnie. W skład eskadry wchodziło początkowo jedynie trzech pilotów. Byli to: por. Antoni Mroczkowski (dowódca), ppor. Stefan Pawlikowski i pchor. Władysław Turowski. 14 maja dołączył do nich pchor. Eugeniusz Guttmejer. Eskadra miała 6 myśliwców SPAD S.VII, w kiepskim stanie technicznym (część niezmontowana).
W tym czasie działała z lotniska w Żodzinie, w rejonie Borysowa, osłaniając samoloty 14 eskadry wywiadowczej i usiłując przechwytywać samoloty radzieckie. W większości próby przechwycenia były jednak nieskuteczne z uwagi na zbyt późne alarmowanie pilotów. Jeśli dochodziło do walk powietrznych z samolotami radzieckimi, to na ogół bez rezultatów.
Pierwszy lot bojowy eskadra wykonała 6 maja. W tym dniu w okolicach przyczółka mostowego pod Borysowem Polacy zaobserwowali pięć nieprzyjacielskich maszyn. Celem samolotów bolszewickich był most kolejowy i pociąg pancerny „Śmigły”. Na przechwycenie poleciał tylko dowódca eskadry por. pil. Antoni Mroczkowski, gdyż pozostałe Spad-y nie były uzbrojone.  Samoloty przeciwnika zdołały jednak odlecieć. Startując drugi raz tego dnia,Mroczkowski dopędził bolszewicki samolot, ale ten po krótkiej i nierozstrzygniętej walce odleciał na swoje lotnisko.
Na początku maja dowódca 4 Armii gen. Stanisław Szeptycki odwołał podporządkowanie taktyczne eskadr i podporządkował je bezpośrednio sobie. Wyznaczył też rejony działania eskadr. 19 eskadra myśliwska, wspólnie z 14 eskadrą operować miała w rejonie Borysowa.
14 maja ppor. Stefan Pawlikowski uszkodził radziecki myśliwiec Spad VII pilotowany przez pil. Nikołaja Pietrowa, ale przerwał walkę sądząc błędnie, że sowiecki pilot się poddaje i zamierza lądować. Tego dnia ppor. Pawlikowski i ppor. Władysław Turowski osłaniali samolot Halberstadt CL.II z 14 eskadry wywiadowczej. Samolot wywiadowczy został jednak zestrzelony, w czasie gdy polskie myśliwce  związane były walką. 17 i 22 maja ppor. Pawlikowski zniszczył dwa balony obserwacyjne radzieckiego 25 oddziału balonowego, pozbawiając ten oddział sprzętu. 19 maja ppor. Antoni Mroczkowski podczas przymusowego lądowania uszkodził samolot. Tego dnia meldował też o uszkodzeniu samolotu nieprzyjacielskiego, który miał przymusowo lądować, lecz brak jest potwierdzenia w źródłach rosyjskich.
W związku z postępami wojsk radzieckich, 23 maja eskadra ewakuowała się na lotnisko koło Mińska.  27 maja samolot ppor.Turowskiego został uszkodzony przez radzieckie myśliwce Nieuport i rozbił się przy lądowaniu, a pilot został poważnie ranny. 28 maja radziecki myśliwiec Nieuport 24 uległ strukturalnym uszkodzeniom w walce z ppor. Pawlikowskim i pchor. Eugeniuszem Guttmejerem nad Borysowem. 29 maja samolot ppor. Pawlikowskiego, atakującego lotnisko w Sławnie, został uszkodzony w walce powietrznej (przebicie zbiornika paliwa) i rozbity w przymusowym lądowaniu na własnym terenie. Był to ostatni epizod walk z lotnictwem radzieckim na tym obszarze. Do końca maja 19 eskadra myśliwska wykonała 52 loty bojowe.
Majowe walki 19 eskadry to jedyne walki powietrzne na większą skalę podczas wojny polsko–radzieckiej, w toku których kilkunastu samolotom będącym do dyspozycji strony radzieckiej przeciwstawiały się 2–3 sprawne myśliwce. Mimo braku jednoznacznych sukcesów w walce z samolotami, polscy piloci nie pozwalali Rosjanom uzyskać panowania w powietrzu. Wszyscy trzej piloci służący w eskadrze od 6 maja zostali odznaczeni Orderami Virtuti Militari.
Czerwiec dla  eskadr 7 dywizjonu rtm. Buckiewicza był okresem stosunkowo spokojnym. Na linii Berezyny walki ustały. W tym czasie 19 eskadra stacjonowała Żodzinie koło Borysowa.
Była przy tym znacznie osłabione walkami z lotnictwem dywizjonu Aleksieja Szyrinkina.
W końcu czerwca nastąpiło natarcie oddziałów sowieckich na linii Berezyny, a wobec przewagi przeciwnika, nastąpił odwrót.
Szybkie postępy wojsk sowieckich zmusiły eskadry 7 dywizjonu do wycofania się z bezpośrednio zagrożonej strefy.
19 eskadra myśliwska  przebazowała się pod Mińsk, skąd przeprowadzono kilka lotów wywiadowczych.
7 lipca latał pchor. Guttmejer. 
8 lipca eskadra z dwoma sprawnymi samolotami została wycofana do Baranowicz, a w połowie lipca do Brześcia. 
Tam otrzymała kilka nowoczesnych samolotów angielskich typu Sopwith 5F.1 Dolphin. Ze względu na trudny pilotaż, samoloty te nie były jednak lubiane przez pilotów. 
Według części źródeł, 16 lipca podczas lotu próbnego na Dolphinie zginął w rejonie Baranowicz nowo przybyły pilot eskadry pchor. Szindler.
W kolejnych dniach eskadra została przeniesiona do Warszawy i przeznaczona do obrony powietrznej stolicy.
W tym czasie dowódca eskadry kpt. Mroczkowski pełnił obowiązki komendanta obrony powietrznej Warszawy. 
Eskadra wykonała kilka lotów rozpoznawczych.
4 i 5 sierpnia pchor. Guttmejer rozpoznawał ugrupowanie sowieckich wojsk w rejonie Ostrowi Mazowieckiej.
W ramach przygotowań do operacji znad Wieprza Naczelne Dowództwo Wojska Polskiego zarządziło koncentrację eskadr polskiego lotnictwa wojskowego w dwóch rejonach: lotnictwa 1. i 5 Armii – na lotniskach warszawskich (Mokotów i Siekierki), a lotnictwa 2., 3. i 4 Armii na lotniskach Radomia, Dęblina, Puław i Lublina.
19 eskadra pozostawały w odwodzie Naczelnego Dowództwa Wojska Polskiego
W Bitwie Warszawskiej przydzielono jej zadanie obrony powietrznej stolicy, jednak z powodu braku aktywności lotnictwa radzieckiego, głównym zajęciem Eskadry było atakowanie wojsk naziemnych. 
13 sierpnia pchor. Guttmejer rozpoznał rejon Ostrowi Mazowieckiej oraz zniszczył sowiecki samochód na moście w Owsiance. Następnego dnia powtórzył lot w ten sam rejon, ale tym razem został celnie ostrzelany i ranny. Pilot z  trudem doprowadził postrzeloną maszynę do pozycji własnych wojsk. 
15 sierpnia eskadra wspierała natarcie 10 Dywizji Piechoty w rejonie Radzymina. W walkach tych wzięli udział: kpt. Mroczkowski, por. Bieniawski, pchor. Guttmejer i plut. Waleriańczyk.
18 sierpnia 3 myśliwce Spad prawdopodobnie z 19 eskadry uszkodziły nad Mińskiem Mazowieckim myśliwiec Nieuport (pil. Iwanow), który następnie przymusowo lądował.
25 sierpnia zakończyły się działania pościgowe za rozbitymi oddziałami sowieckimi. Na kilka tygodni nastąpiła stabilizacja linii frontu, a jednostki Wojska Polskiego, w tym lotnicze, przeszły kolejną reorganizację.
Po reorganizacji ugrupowanie wojsk polskich na północnym odcinku frontu składało się z 2. i 4 Armii. Zmienił się też przydział lotnictwa do poszczególnych związków operacyjnych. W skład lotnictwa 2 Armii wchodziły: 1., 12. i 16 eskadra wywiadowcza oraz 13 eskadra myśliwska. Eskadry 1. i 13. stacjonowała w Dojlidach, a eskadry 12 i 16 w Markowszczyznie.
W tym czasie w skład lotnictwa 4 Armii wchodziły tylko eskadry: 10. i 17 eskadra wywiadowcza. We wrześniu dołączyła 3 eskadra wywiadowcza i 19 eskadra myśliwska.
19 myśliwska na front wyruszyła dopiero 22 września i przez Brześć dotarła na swoje lotnisko polowe w Tewli. Działania bojowe na korzyść 14 Wielkopolskiej Dywizji Piechoty rozpoczęła już w trakcie bitwy nad Niemnem.
25 września stacjonująca pod Prużaną eskadra próbowała nawiązać łączność z 18 pułkiem ułanów. W czasie wykonywania tego zadania w rejonie Izabelina został zestrzelony ppor. Guttmejer.
Swój udział w wojnie eskadra zakończyła 13 października. Tego dnia trzy samoloty eskadry z pilotami: por. Kołomejczukiem, ppor. Guttmajerem i ppor. Rylem przeleciały nad zdobytym przez jednostki polskie Mińskiem Litewskim.
Ogółem piloci 19 eskadry wykonali 121 lotów bojowych w czasie 253 godzin. W tej liczbie por. Mroczkowski wykonał 32 loty, ppor. Pawlikowski – 27, ppor. Guttmejer – 25 i ppor. Turowski – 23. Utracony został jeden lotnik eskadry.

## Rozwiązanie eskadry
Na mocy rozkazu z 18 stycznia 1921 eskadry 18 wywiadowczą i 19.  połączono tworząc 18 eskadrę myśliwską w Dęblinie.
W maju 1921 18 eskadra myśliwska wchodziła w skład III dywizjonu myśliwskiego 1 pułku lotniczego w Warszawie. W 1925 została przemianowana na 122 eskadrę myśliwską, a w 1928 na 112 eskadrę myśliwską, pod którą to nazwą walczyła w 1939.

## Żołnierze eskadry
| Dowódcy eskadry                                       |                       |                        |
| Stopień                                               | Imię i nazwisko       | Okres pełnienia służby |
| kpt. pil.                                             | Stefan Ciecierski     | IX 1919 – XII 1919     |
| por. pil.                                             | Kazimierz Tomaszewicz | XII 1919 – IV 1920     |
| por. pil.                                             | Antoni Mroczkowski    | IV 1920 – I 1921       |
| Personel latający okresu wojny polsko – bolszewickiej |                       |                        |
| kpt. pil. Łapin                                       |                       |                        |
| kpt. pil. Stefan Ciecierski                           |                       |                        |
| por. pil. Biskupski                                   |                       |                        |
| por. pil. Antoni Mroczkowski                          |                       |                        |
| por. pil. Kazimierz Tomaszewicz                       |                       |                        |
| por. pil. Wiktor Ryl                                  |                       |                        |
| por. pil. Rutkowski                                   |                       |                        |
| por. pil. Konstanty Rydzewski                         |                       |                        |
| por. pil. Zbigniew Bieniawski                         |                       |                        |
| por. pil. Krzyczkowski                                |                       |                        |
| por. pil. Bohusz                                      |                       |                        |
| por. pil. Stanisław Gołębiowski                       |                       |                        |
| ppor. pil. Stefan Pawlikowski                         |                       |                        |
| ppor. pil. Władysław Turowski                         |                       |                        |
| ppor. pil. Eugeniusz Guttmejer                        |                       |                        |
| plut. pil. Waleriańczyk                               |                       |                        |

## Wypadki lotnicze
W okresie funkcjonowania eskadry miały miejsce następujące wypadki lotnicze zakończone obrażeniami lub śmiercią pilota:
- W maju podczas walki powietrznej został zestrzelony pchor. Władysław Turowski odnosząc ciężkie obrażenia.
- W sierpniu został zestrzelony ppor. Guttmejer, który uległ poparzeniom i kontuzji.

## Samoloty eskadry

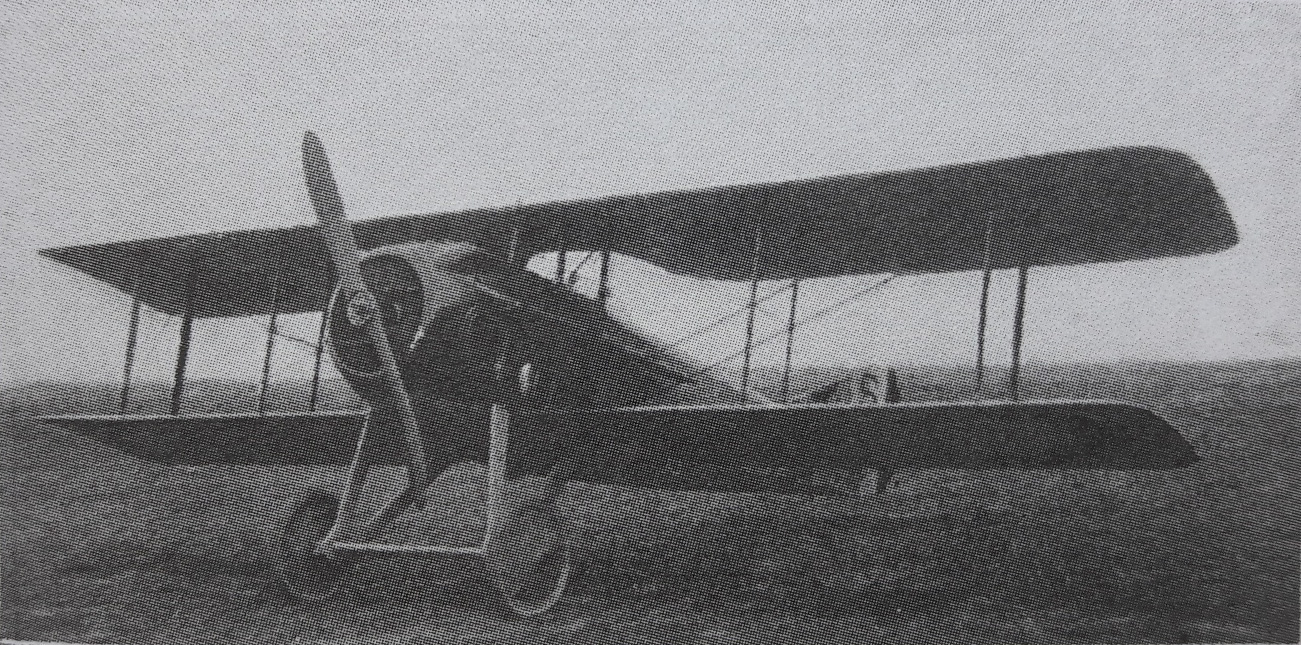
SPAD S.VII
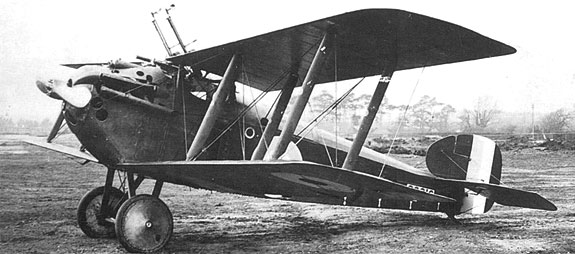
Sopwith Dolphin
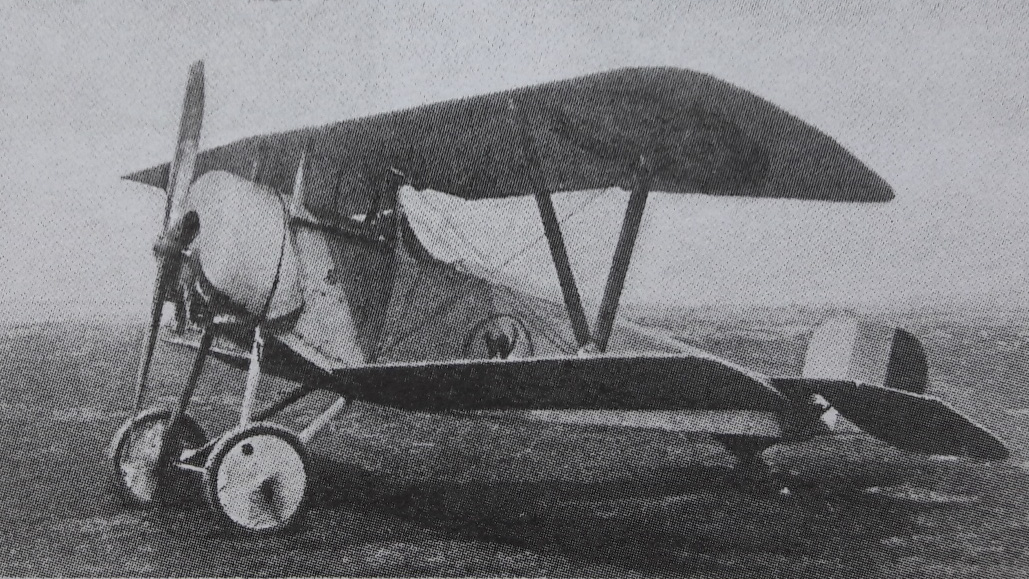
Nieuport 17
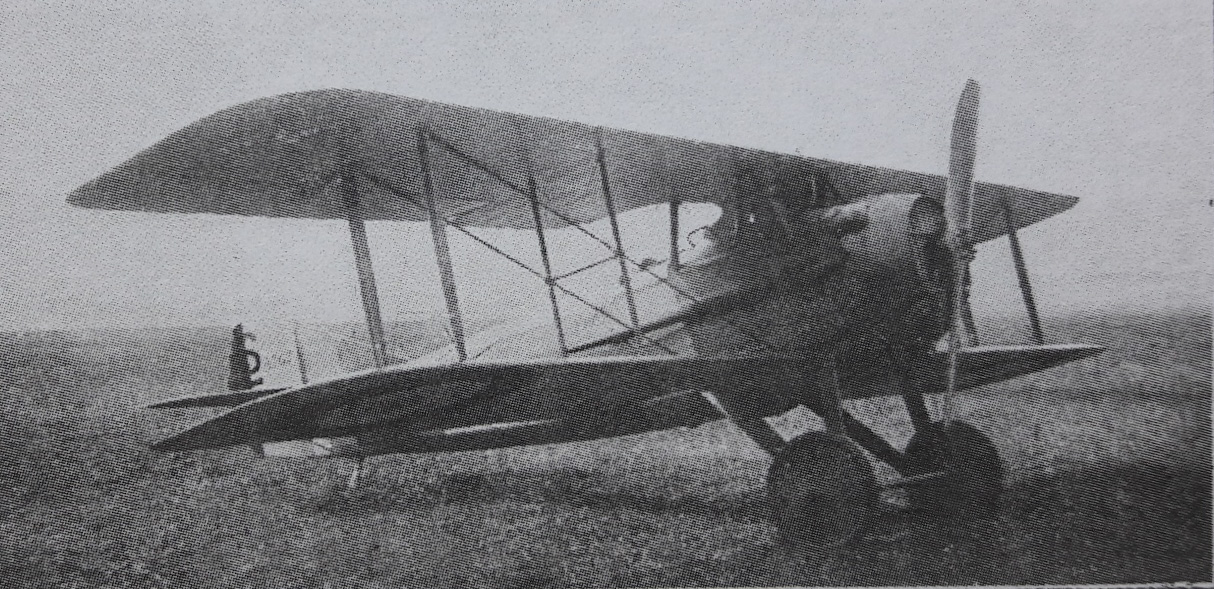
SPAD S.XIII

| Schemat zmian organizacyjnych eskadry                            |                       |      |                        |      |                      |      |                       |           |                       |         |
| Nazwy jednostki i daty sformowania, przeformowań i rozformowania |                       |      |                        |      |                      |      |                       |           |                       |         |
| 1919                                                             | 580 eskadra Salmsonów | 1920 | 18 eskadra wywiadowcza | 1921 | 18 eskadra myśliwska | 1925 | 122 eskadra myśliwska | VIII 1928 | 112 eskadra myśliwska | IX 1939 |
| 1919                                                             | 162 eskadra myśliwska | 1920 | 19 eskadra myśliwska   | 1921 | 18 eskadra myśliwska | 1925 | 122 eskadra myśliwska | VIII 1928 | 112 eskadra myśliwska | IX 1939 |